# Dąbrówka-Wyłazy
Dąbrówka-Wyłazy – wieś w Polsce położona w województwie mazowieckim, w powiecie siedleckim, w gminie Skórzec. Ma status sołectwa.
Na terenie wsi utworzono dwa sołectwa Dąbrówka-Wyłazy I (w 2015 było 197 mieszkańców) i Dąbrówka-Wyłazy II (37 mieszkańców).
W latach 1975–1998 miejscowość administracyjnie należała do województwa siedleckiego.
Dąbrówka-Wyłazy położona jest 3 km od drogi wojewódzkiej nr 803 i na skrzyżowaniu trzech dróg powiatowych: Żelków-Kolonia – Nowaki i drogi do Nowych Igań.
W miejscowości działa założona w 1946 roku jednostka ochotniczej straży pożarnej. Jednostka posiada średni samochód gaśniczy  GBA 3/24 Renault G-230.
1 lipca 1990 60,08 ha włączono do gminy Siedlce.